# Paraproctis osiris
Paraproctis osiris är en fjärilsart som beskrevs av Bethune-Baker 1911. Paraproctis osiris ingår i släktet Paraproctis och familjen tofsspinnare. Inga underarter finns listade i Catalogue of Life.